# شاور بن مجير السعدي
شَاوَر بْنُ مُجِير السَّعْدِي (توفي في 564هـ/1169م) وزير مصر في عهد الحروب الصليبية، كان رجلاً خطيراً، عمل للصالح ابن زريك واختلف مع ابنه، وهو الذي طلب مساعدة ملك دمشق نور الدين زنكي وأرسل شيركوه وصلاح الدين الأيوبي لإنقاذ مصر، وغدر بهما شاور بالتآمر مع الصليبيين فقتلاه.

## نسبه
أختلف في نسبه على قولان:
- شاور بن مجير الدين بن نزار بن عشائر بن شأس بن مغيث بن حبيب بن الحارث بن ربيعة بن يخنس وقيل مخنس[5] بن أبي ذؤيب السعدي.[6][7][8][5]
- شاور بن مجير الدين من بني سعد بن سامة بن عنبس بن غطفان بن سعد بن مالك بن حرام بن جذام الجذامي.[9]

## حياته
هو وزير العاضد لدين الله صاحب مصر سنة 558 هـ. كان يخدم الصالح بن رزيك، فأقبل عليه وولاه الصعيد وهو أكبر الأعمال بعد الوزارة. وظهرت منه كفاءة عظيمة وتقدم واستمال الرعية والمقدمين من العرب وغيرهم، فعسر أمره على الصالح ولم يمكنه عزله، فاستدام استعماله لئلا يخرج عليه. عند وفاته أوصى ابنه العادل ألا يعزله لقوته، ولكن أهله حسنوا للعادل عزله، واستعمال بعضهم مكانه وخوفوه منه. فأرسل إليه بالعزل، فجمع جموعا كثيرة وقدم من الصعيد وحارب العادل وقتله وصار شاور وزيرا وتلقب بأمير الجيوش.
ثم إن ضرغام جمع جموعا كبيرة ونازع شاور في الوزارة، وهزم شاور وفر إلى نور الدين زنكي مستجيرا به، فأكرم مثواه وأحسن إليه وأنعم عليه وأرسل معه أسد الدين شيركوه بعساكره إلى مصر، وفر الضرغام لما انهزم جيشه، فلما رآه عامة أهل مصر اجتمعوا عليه وقتلوه لخيانته حينما استعان بالفرنجة . استولى شاور على الوزارة وتمكن منها. وآخر الأمر غدر بهم شاور وعزم على قتل أسد الدين والأمراء الذين معه، فبادروه وقتلوا شاور سنة 564 هـ. صفا الأمر لأسد الدين شيركوه، وظهرت السنة بالديار المصرية وخطب فيها بعد اليأس للدولة العباسية.

## وفاته
(توفي في 564هـ) عندما قتله أسد الدين شيركوه بن شاذي بأمر من الخليفة العاضد لدين الله. حيث يُذكر أن شاور قد دعا صلاح الدين وعمه إلى وليمة ووضع فيها السم لكن ابن شاور قد أبلغ صلاح الدين وعمه بالأمر وعندما لم يأتوا للوليمة ذهب شاور بنفسه إلى معسكرهم فقتلوه، كما يذكر بأن شاور السعدي هو من أمر بإحراق مدينة الفسطاط بمصر ليعيق تقدم جيش الصليبيين إلى القاهرة وهذه أسوأ خطة عسكرية عرفها التاريخ، الحريق الذي استمر 45 يومًا قضى على الفسطاط قضاء مبرمًا لم تقم للفسطاط بعده قائمة.

## ذريته
القاضي أبو المكارم المؤمل بن أبي الفوارس شجاع بن شاور بن مجير السعدي المجيري، الفقيه الشافعي، كتب عنه الحافظ أبو محمد المنذري، وكان من أهل الدين والخير، مقبلا على ما يعينه، على طريقة حسنة، وذكر المنذري أنه توفي سنة أربع وثلاثين وست مئة بالقاهرة.

## في السينما والتلفزيون
جسدت شخصية شاور في مسلسلات وأفلام منها:
- مسلسل نسر الشرق إنتاج سنة 1999 وقام بدوره الممثل أحمد فؤاد سليم
- مسلسل صلاح الدين إنتاج سنة 2001 وقام بدوره الممثل حسن عويتي